# عمرکوت
عمرکوت (به انگلیسی: Umerkot) یک شهر در پاکستان است که در ایالت سند واقع شده‌است.